# Pilot (Seefahrt)
Als Piloten wurden in der Seefahrt auf der Iberischen Halbinsel und auch in anderen romanischen Ländern vom 15. bis 17. Jahrhundert die Männer bezeichnet, deren Aufgabe und Verantwortung darin bestand, mit ihrer Seemannschaft Besatzung, Passagiere, Frachtgut und Schiff an den angesteuerten Bestimmungsort zu bringen.
Dieser Artikel konzentriert sich auf die portugiesischen Piloten bzw. auf die im Dienste der portugiesischen Könige fahrende Piloten anderer Nationen (Galicier, Katalanen, Genuesen, Venezier u. a.), da sie die ersten waren, die umfangreiche Kenntnisse erwarben, um die Seefahrt im Atlantik zu meistern. Sie wurden so zu den eigentlichen Protagonisten der Entdeckungsfahrten auf der Suche nach dem Seeweg nach Indien um das Kap der Guten Hoffnung herum.
Im 15. und 16. Jahrhundert waren besonders die portugiesischen Piloten auf Grund ihres Wissens eine kleine, in Europa sehr gefragte Elite der Seefahrt.

## Aufgaben
Der Pilot, dem auf den größeren Schiffen oft als Gehilfe ein sota-piloto (Hilfspilot) beigegeben war, hatte das Schiff zu führen. Der Begriff bezeichnet aber nicht nur Schiffsführer, sondern hauptsächlich die Person an Bord, die für Seemannschaft steht, da die portugiesischen Kapitäne dieser Zeit sehr häufig keine Seeleute waren. Es waren die Piloten, die das seemännische Wissen hatten, um Schiffe und Mannschaft ans Ziel der Reise zu bringen. Man sollte Piloto unübersetzt lassen, denn Navigator, Steuermann, Lotse oder Schiffsmeister treffen zwar zu, erfassen aber immer nur Teilbereiche der Aufgaben eines Piloto.

### Ausbildung
Die Pilotos wurden durch die portugiesische Krone nicht nur ausgewählt, sondern erhielten in deren Diensten auch eine umfangreiche nautische Ausbildung. Diese umfasste
- die Navigation auf hoher See, Kosmografie, das Lesen und Anfertigen von Seekarten, Astronomie, Geografie und Mathematik;
- Kenntnisse in der Beherrschung nautischer Instrumente wie Astrolabium, Jakobsstab, Quadranten oder Kompass,
- das Studium der Strömungen und Windverhältnisse in verschiedenen Seegebieten zu unterschiedlichen Jahreszeiten.

Großer Wert wurde auf die praktische Ausbildung der zukünftigen Piloten auf den Schiffen gelegt, wobei Kenntnisse im Stauen der Ladung bzw. der Beurteilung des Trimms, in der Einschätzung der in den verschiedenen Situationen notwendigen Besegelung oder bei der Bestimmung des Kurses und der Beurteilung der Wind- und Wetterverhältnisse vermittelt wurden.
Welch hohen Stellenwert die Ausbildung im 16. Jahrhundert erreicht hatte, verdeutlicht zum Beispiel die Tatsache, dass es zu den Aufgaben so bekannter Astronomen wie Pedro Nunes oder Tomás da Orta gehörte, Piloten ihr astronomisches Wissen zu vermitteln.

### Verpflichtung zur Geheimhaltung
Die Krone verpflichtete ihre Piloten dazu, so genannte roteiros anzufertigen, das sind Aufzeichnungen, in denen die neuen Küstenlinien und die angrenzenden Gewässer, besondere Landmarken (Berge, Klippen, Flussmündungen u. a.) sowie Untiefen, Sandbänke, Naturhäfen usw., aber auch die jeweiligen Strömungs- und Windverhältnisse sowie die entsprechenden Segelanweisungen auf einer Reise exakt vermerkt wurden.
Es ist davon auszugehen, dass die portugiesischen Piloten zwischen der Umsegelung der Südspitze Afrikas unter Bartolomeu Dias (1487–88) und der Entdeckung des Seeweges nach Indien unter Vasco da Gama (1497–99) auf mehreren Reisen intensiv die Wind- und Strömungsverhältnisse des Südatlantiks erforschten und dabei wahrscheinlich auch das erst später in Besitz genommene Brasilien erreichten. Die die besten Segelbedingungen ausnutzenden weit nach Westen ausholenden Kurse von Vasco da Gama (1497–99) und Pedro Álvares Cabral (1500–1502) auf ihren Reisen nach Indien (also nach Osten) legen jedenfalls eine genaue Kenntnis der Verhältnisse im Südatlantik nahe. Eine eindeutige, mit Quellen belegte Aussage ist jedoch bisher nicht möglich, da das Erdbeben von Lissabon 1755 die Unterlagen der Casa da Índia und des Hafens von Lissabon sowie anderer Archive aus dieser Zeit vernichtete.
Die Möglichkeit, ein umfangreiches seemännisches Wissen zu erlangen, bezahlten die portugiesischen Piloten mit der Auflage einer strikten Geheimhaltungspolitik (Política de Sigilo nas Navegações) im Interesse der portugiesischen Krone. Ohne deren Zustimmung war es für die Piloten kaum möglich, außerhalb Portugals ihre Dienste anzubieten, da sie sich der Verfolgung durch den portugiesischen König aussetzten.

### Abgrenzung zum Kapitän
Die Piloten unterschieden sich damit deutlich von den Kapitänen der Schiffe dieser Zeit, die auf Grund ihrer adligen Abstammungslinie und/oder ihrer Verbindungen zum portugiesischen Königshaus die obersten Befehlshaber auf dem Schiff waren, jedoch, bis auf wenige Ausnahmen (u. a. Bartolomeu Dias), ausschließlich als militärische und politische sowie administrative Führer agierten. Der Posten eines Kapitäns in dieser Zeit ist besser mit einer mittelalterlichen Pfründe und Einkommensquelle als mit einem heutigen Schiffskapitän zu vergleichen.
Von den rund 900 Kapitänen, die etwa 1400 Reisen im 16. und 17. Jahrhundert zwischen Portugal und Indien absolvierten, unternahmen nur etwa 50 drei oder mehr Reisen. Als Ausnahmen gelten hierbei wieder Kaufleute, wie etwa Vicente Gil, die als Schiffseigner auch die entsprechende Seemannschaft erwarben, um ihre Schiffe zu befehligen.

## Portugiesische Piloten des 15. bis 17. Jahrhunderts
Zu den wichtigsten portugiesischen Piloten des 15. bis 17. Jahrhunderts zählen:

### Pedro (Pêro) Escobar, auch: Escovar (15. Jahrhundert)
Er war einer der besten und erfahrensten Piloten Portugals und darf nicht verwechselt werden mit dem Piloten Pêro Escolar.
In den Chroniken wird Pêro Escobar gemeinsam mit João de Santarém erstmals 1471/72 erwähnt, als beide im Dienste des portugiesischen Kaufmanns Fernão Gomes die westafrikanischen Gewässer erkundeten und u. a. die Inseln São Tomé, Ano Bom bzw. Annobón und São Antão (später Príncipe) entdeckten.
Zwischen 1482 und 1485 fuhr er als Pilot unter Diogo Cão und war auch auf dessen zweiter Reise (1485–1487) führend an der Entdeckung und Erforschung der Kongomündung beteiligt. Auf dem 1883 wiederentdeckten Stein von Ielala war sein Name (als „Escolar“) unmittelbar nach dem von Diogo Cão eingraviert.
Im Dezember 1490 lief er mit der Flotte unter Gonçalo de Sousa in Richtung Kongo aus.
1497 wird Pêro Escobar in den Chroniken als Pilot der „Bérrio“ (50 t), entweder eine kleine Nao oder eine Quersegelkaravelle, unter ihrem Kapitän Nicolao Coelho als Teilnehmer der ersten Indienreise Vasco da Gamas erwähnt. Gemeinsam mit Coelho kehrte er im August 1499 noch vor Vasco da Gama nach Portugal zurück.
Vom 18. Februar 1500 ist eine königliche Urkunde überliefert, laut der Escobar für seine Verdienste bei der Erforschung der afrikanischen Küsten und der Entdeckung Indiens von König Manuel I. eine jährliche Rente von 4000 Réis erhielt.
Auf der Reise zur Inbesitznahme Brasiliens für den portugiesischen König unter Pedro Álvares Cabral fuhr er als Pilot auf einer von Sancho de Tovar befehligten Nao und war gemeinsam mit dem Piloten des Flaggschiffes Cabrals, Afonso Lopes, der Hauptverantwortliche für einen erfolgreichen Verlauf der Reise.
Ob Escobar auf dieser Reise den Tod fand, ist offen. Sein Name wird nach 1500 nicht mehr erwähnt.

### Pêro de Alenquer (2. Hälfte 15. Jahrhundert)
Er war einer der gesuchtesten Piloten seiner Zeit und nahm an einer Reihe der wichtigsten Reisen der portugiesischen Entdecker teil.
1483 wurde er auf Grund seiner Leistungen durch D. João II als Escudeiro in den Adelsstand erhoben. Alenquer war einer der Piloten von Bartolomeu Dias, auf dessen Reise es 1487–88 gelang, das Kap der Guten Hoffnung zu bezwingen.
In der Flotte unter dem als Botschafter des portugiesischen Königs bestimmten Gonçalo de Sousa führte er 1490 ein Schiff auf dem Weg in den Kongo. 1498 wurde er zum Piloten des Flaggschiffs „São Gabriel“ (90–100 t) Vasco da Gamas auf dessen erster Reise nach Indien und gleichzeitig zum Hauptpiloten (piloto-mor) der gesamten Flotte ernannt. Alenquer starb wahrscheinlich nach der Rückkehr da Gamas aus Indien, da sein Sohn Rodrigo 1499 durch König Manuel I. eine Zuwendung von 6.000 Réis wegen des Todes seines Vaters erhielt.

### João de Santiago (2. Hälfte 15. Jahrhundert)
Er nahm als Pilot an der zweiten Reise (1485–87) Diogo Cãos teil, was durch die Gravur seines Namens auf dem „Stein von Ielala“ überliefert ist. Außerdem beteiligte er sich als Pilot des Transportschiffes an der Reise von Bartolomeu Dias zur Umrundung des Kaps der Guten Hoffnung.

### João de Lisboa (geboren zu Beginn der 2. Hälfte des 15. Jahrhunderts bis 1526)
Wie alle Piloten seiner Zeit erhielt auch João de Lisboa die Grundlagen seiner Ausbildung an Bord der portugiesischen Schiffe auf ihren Fahrten im Atlantik. Ob er an den Reisen von Vasco da Gama und Álvaro Cabral teilnahm, ist nicht eindeutig bewiesen. Wahrscheinlich ist aber seine Anwesenheit bei einer Reise nach Brasilien im Jahre 1501 unter Gonçalo Coelho, da auf mehreren Karten des 16. Jahrhunderts (Lázaro Luís und Fernão Vaz Dourado) ein Fluss im Norden Brasiliens nach João de Lisboa benannt wurde.
1506 reiste er als Pilot in der Flotte von Tristão da Cunha nach Indien. Um 1513 wurde er zum Hauptpilot (piloto-mor) Portugals ernannt und nahm wahrscheinlich in dieser Funktion am Kriegszug D. Jaimes, des Herzogs von Bragança, gegen das marokkanische Azamor teil.
Seine vielfältigen seemännischen Erfahrungen fasste er wahrscheinlich 1514 in seinem „Tratado da agulha de marear“ (eine Abhandlung über den Gebrauch des Schiffskompasses) zusammen, das bald eine hohe Verbreitung erreichte. 1518 reiste er als Pilot mit der Flotte des neuen Gouverneurs, Diogo Lopes de Sequeira, erneut nach Indien. Im gleichen Jahr erhielt er für seine vielfältigen Dienste von der portugiesischen Krone eine Zuwendung von 10.000 Réis, die 1522 der neue Herrscher João III. bestätigte und ihm 1523 eine weitere Zuwendung von 4.000 Réis zusprach.
Nach dem Tod von Gonçalo Álvares wurde João de Lisboa im Januar 1525 zum neuen „piloto mor da navegação da Índia e mar oceano“ (Hauptpilot der Navigation Indiens und des ozeanischen Meeres) ernannt. Er starb wahrscheinlich 1526 auf einer Reise nach Indien, da bereits im November 1526 Fernão de Afonso zum neuen „piloto mor da navegação da Índia e mar oceano“ ernannt wurde.
Das Schiff João de Lisboa wurde nach ihm benannt.

### João de Coimbra (Wende vom 15. zum 16. Jahrhundert)
Von ihm ist bekannt, dass er als Pilot der Nao (90–100 t) „São Rafael“ unter Paulo da Gama an der ersten Indienreise Vasco da Gamas teilnahm, die zur Entdeckung des Seeweges nach Indien führte. 1521 wird er nochmals als Hauptpilot (piloto-mor) der Portugiesen in Indien erwähnt.

### Pêro Anes bzw. Annes (Wende vom 15. Zum 16. Jahrhundert)
Auch sein Name befindet sich als Teilnehmer der zweiten Reise (1485–87) Diogo Cãos auf dem „Stein von Ielala“. In Würdigung seiner langjährigen Dienste ernannte ihn König Manuel 1505 zum „Herren der Navigation Indiens und des ozeanischen Meeres“ (portugiesisch Patrão da navegação da Índia e mar oceano). Als Hauptpilot der Flotte von Lourenço de Almeida fand Pêro Anes gemeinsam mit diesem in der Seeschlacht bei Chaul im März 1508 den Tod.

### Gaspar Ferreira Reimão (zweite Hälfte 16. Jahrhundert bis Februar 1626)
Er war nicht nur einer der wichtigsten Piloten auf der portugiesischen Indienroute, der Carreira da Índia, im späten 16. und frühen 17. Jahrhundert, sondern zeichnete sich auch als Verfasser einer Reihe wichtiger roteiros (etwa: Seehandbücher) für diese Reise aus. Er entstammte dem niederen Adel und gehörte als cavaleiro-fidalgo zum portugiesischen Königshof. Außerdem war er Angehöriger der portugiesischen Santiagoritter.
1579 wird er erstmals als sota-piloto (Hilfspilot) der Nao „S. Tomé“ erwähnt. Danach absolvierte er eine große Anzahl Reisen auf der Indienroute und wurde in Würdigung seiner Verdienste 1608 zum Hauptpiloten des Königreiches ernannt.
Seine vielfältigen Kenntnisse und Erfahrungen verarbeitete er in dieser Zeit in einer ganzen Reihe von roteiros und seemännischen Abhandlungen, die er entweder allein oder gemeinsam mit Manuel Monteiro verfasste. Mit diesen Schriften wurde er auch über Portugal hinaus als Kenner der Seefahrt auf der Carreira da Índia bekannt.